# بيل كتشنر
بيل كتشنر (بالإنجليزية: Bill Kitchener)‏ هو لاعب كرة قدم بريطاني، ولد في 3 نوفمبر 1946. لعب مع نادي بورنموث ونادي كامبريدج ستي ووست هام يونايتد.